# Быковка (Московская область)
Быковка — деревня в Подольском районе Московской области России. Входит в состав сельского поселения Стрелковское (до середины 2000-х — Стрелковский сельский округ).

## Население
Согласно Всероссийской переписи, в 2002 году в деревне проживало 100 человек (46 мужчин и 54 женщины). По данным на 2005 год в деревне проживало 78 человек.

## Расположение
Деревня Быковка расположена у Симферопольского шоссе примерно в 7 км к северо-востоку от центра города Подольска. Ближайший населённый пункт — посёлок Быково.

## Улицы
В деревне Быковка расположены следующие улицы и территории:
- Улица ЖСКИЗ Индивидуальное строительство
- Лесная улица
- Территория СНТ Высотка
- Шоссейная улица
- Нагорная улица
- Центральная улица

## Исторические места

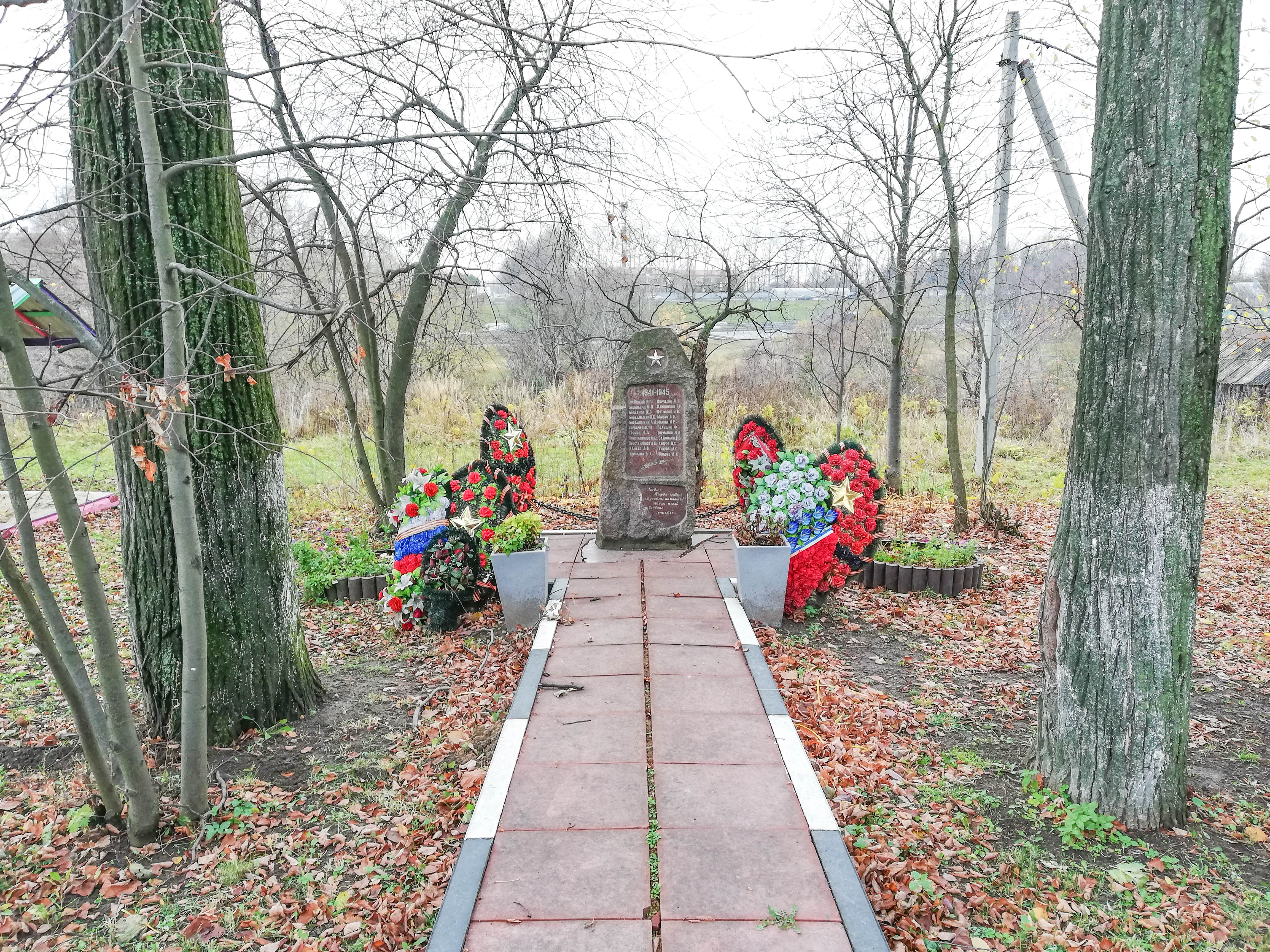
Памятник местным жителям, погибшим в годы Великой Отечественной войны.

Близ деревни расположены три курганных могильника.
Курганный могильник №1 – по даным начала XX века, располагается у деревни, на левом берегу реки Пахра (правый приток реки Москва). Насчитывал два кургана. Возможно, исследовался (В.А.Городцов) один курган. По данным 1923 – 1924 годов, к югу от деревни находился один курган. По данным 1923 – 1924 годов, к югу от деревни находился один курган на лугу, к юго-западу от него, на левом берегу реки Лопенка (левый приток реки Пахра) близ устья – еще один курган.
Курганный могильник №2 – по данным 1949 года, располагается у деревни. Насчитывал 12 насыпей высотой до двух метров. По внешним признакам может быть отнесен к древнерусским домонгольского времени.
Курганный могильник №3 (у пионерского лагеря (сокращение п/х, может и не пионерлагерь) Быково) ХI – XIII веков. К югу от дома отдыха «Быково, напротив деревни Стрелково, левый берег реки Пахра (правый приток реки Москва, на краю поля, 200 метров к северо-западу от курганного могильника Стрелково. Насчитывал четыре насыпи, сохранились три кургана, один из которых высотой 4,5 метров, диаметром 11 метров, два других сильно повреждены. Исследован (А.А.Юшко) один курган высотой 1,65 метров, диаметром 8 метров с одиночным мужским трупоположением на горизонте, с западной ориентировкой, без находок.